# Pentax PC35 AF
Pentax PC35 AF è stata la prima fotocamera 35 mm compatta con messa a fuoco automatica di Pentax. Il suo nome è stato adottato da una categoria di compatte Pentax con autofocus.
Ci sono versioni più recenti con auto-avvolgimento (PC35 AF-M), una funzione di data (PC35 AF-M Data) e modello in edizione speciale (PC35 AF-M SE).

## Specifiche
- Avanzamento Manuale
- Obiettivo: Pentax 35mm, f/2.8 (5 elementi in 5 gruppi).
- Messa a fuoco automatica a raggi infrarossi attiva triangolare con pre-messa a fuoco.
- Esposizione automatica programmata da EV6 (f/2.8 a 1/8s) a EV17 (f/16 a 1/430s). Otturatore meccanico con LED di avviso slow shutter e segnale acustico.
- Mirino Albada con 85% di copertura, messa a fuoco automatica cornice, cornice, cornice di correzione della parallasse, l'ago indicatore di distanza, gli indicatori di messa a fuoco della zona, lampade.
- Nessun sensore DX e viene impostata manualmente in fronte alla telecamera ed è 25-400 ISO.
- Autoscatto.
- Built-in flash. Flash Numero guida 11m a ISO 100, 6 riciclaggio secondo.
- Attacco per treppiede.
- Alimentazione: 2 batterie AA.
- Dimensioni: 129x69x46mm,
- Peso: 320g

### PC35 Pentax AF-M (Data)
Come sopra ma con:
- Built-in avvolgitore
- Impostazione automatica della velocità pellicola (DX codificato) 25-1600 ISO. Manuale di impostazione ISO per non pellicola DX di fronte alla telecamera e va da ISO 100-1000.
- Data funzione al quarzo (PC35 per Pentax AF-M Data) con backup automatico data digitale per la registrazione di anno / mese / data o ora / minuto o in bianco. Al netto fino all'anno 2019
- Peso: 320g (340g per PC35 AF-M Data)